# Jennifer Rodriguez
Pour les articles homonymes, voir Rodríguez.
Jennifer Rodriguez née le 8 juin 1976 à Miami est une ancienne patineuse de vitesse américaine, surnommée Miami Ice. Elle a participé à quatre éditions des Jeux olympiques de 1998 à 2010 et y a obtenu deux médailles de bronze en 2002.

## Palmarès
- Jeux olympiques d'hiver
  -  Médaille de bronze du 1 000 m aux Jeux de Salt Lake City en 2002
  -  Médaille de bronze du 1 500 m en 2002

- Championnats du monde simple distance
  -  Médaille d'argent du 1 000 m à Berlin en 2003.
  -  Médaille de bronze du 1 500 m à Berlin en 2003.
  -  Médaille de bronze du 1 500 m à Séoul en 2004.
  -  Médaille de bronze du 1 500 m à Inzell en 2005.

- Championnats du monde de sprint
  -  Médaille de bronze à Nagano en 2004.
  -  Médaille d'or à Salt Lake City en 2005.

- Coupe du monde
  - Vainqueur du classement du 1 000 m en 2003-2004.
  - 41 podiums individuels dont 15 victoires.

## Records personnels
| Épreuve | Temps         | Lieu           | Date             |
| ------- | ------------- | -------------- | ---------------- |
| 500 m   | 37 s 87       | Salt Lake City | 18 novembre 2005 |
| 1 000 m | 1 min 14 s 05 | Salt Lake City | 22 janvier 2005  |
| 1 500 m | 1 min 54 s 19 | Salt Lake City | 22 décembre 2009 |
| 3 000 m | 4 min 04 s 99 | Salt Lake City | 2 octobre 2002   |
| 5 000 m | 7 min 07 s 93 | Salt Lake City | 22 décembre 2001 |